# Libertin

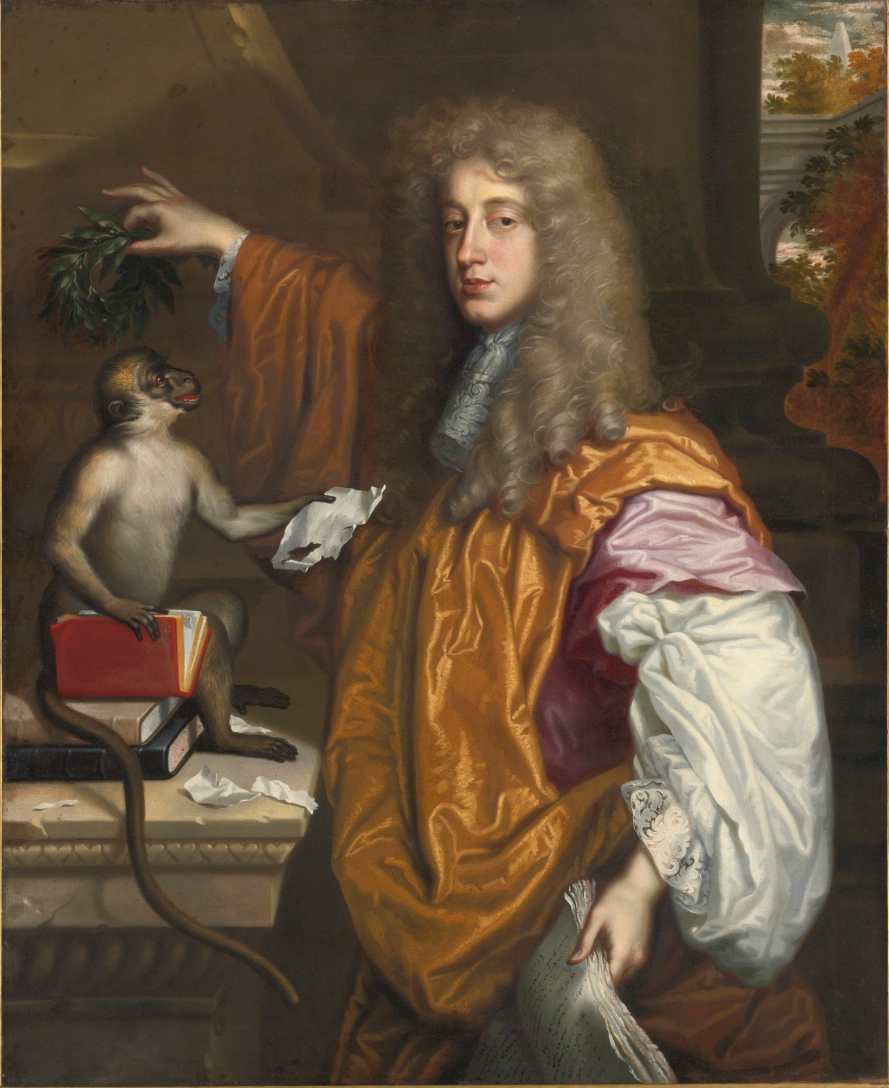
John Wilmot.

Libertin är ett från början franskt begrepp för en person som har en livsinställning inriktad på att bryta sig ut ur de sociala och moraliska normerna för samhället och att vara fri från dess begränsningar, numera en beteckning på en vällusting, en utsvävande person.
Under 1600-talet betecknade detta personer som ingick i katolicismen men som var skeptiska och ifrågasättande till en rad kyrkliga dogmer, och en förelöpare till upplysningen. Först under 1700-talet kom det att beteckna personer som var moraliskt eller erotiskt utsvävande.
John Wilmot och Markis de Sade är exempel på personer som setts som libertiner. I modern tid har libertinism associerats med nihilism, sadomasochism och fri kärleks-rörelser. 
Libertiner eller spiritualer var en under reformationstiden uppträdande sekt, främst i Nederländerna, Frankrike
och Geneve, där den undertrycktes av reformatorn Jean Calvin. Under föregiven andlighet urartade rörelsen i ett tygellöst levnadssätt.. 

## Filmer
- Den brittiska filmen The Libertine (2005) med Johnny Depp i huvudrollen skildrar John Wilmot och hans omgivning.